# Adam Kubas
Adam Maciej Kubas – polski chemik, dr hab. nauk chemicznych, profesor nadzwyczajny Instytutu Chemii Fizycznej Polskiej Akademii Nauk.

## Życiorys
W 2009 ukończył studia magisterskie na Wydziale Chemii Uniwersytetu im. Adama Mickiewicza w Poznaniu. 20 lipca 2012 obronił w Karlsruher Institut für Technologie pracę doktorską On the structure and reactivity of large complexes of metals and metalloids. A quantum chemical study przygotowaną pod opieką PD Dr Karin Fink.  Od 1 września 2012 do 1 września 2014 odbywał staż podoktorski w University College London w grupie Prof. Jochena Blumbergera. W latach 2014–2016 był stypendystą Max-Planck-Institute for Chemical Energy Conversion w Muelheim, gdzie pracował w zepole Prof. Franka Neese. Od 2016 pracownik Instytutu Chemii Fizycznej Polskiej Akademii Nauk gdzie 15 kwietnia 2019 habilitował się na podstawie rozprawy zatytułowanej Badania kwantowochemiczne właściwości i charakterystyki spektralnej wybranych układów katalitycznych oraz transportujących ładunki.
Jest zatrudniony na stanowisku profesora nadzwyczajnego w Instytucie Chemii Fizycznej Polskiej Akademii Nauk, kieruje Zespołem 20 "Kataliza kooperatywna". W latach 2019–2023 r. pełnił funkcję zastępcy dyrektora Instytutu Chemii Fizycznej Polskiej Akademii Nauk. Od 1 października 2023 jest dyrektorem Instytutu Chemii Fizycznej PAN.